# Win van Dijk
Win van Dijk (Westmaas, Países Bajos, 1 de junio de, 1905 - Petrópolis, Estado de Río de Janeiro, 27 de noviembre de 1990) fue un holandés pintor y dibujante, naturalizado brasileño.

## Carrera y biografía
En los Países Bajos, estudió arte y teología en la Academia de Bellas Artes y la Universidad de Leiden, en 1935 viajó al extranjero para ampliar sus conocimientos, pasando por Francia, Grecia e Italia. Su producción artística se encuentra relacionada con los paisajes.
Luchó durante  la Segunda Guerra Mundial en la resistencia holandesa a los nazis, donde, en el campo de batalla, terminó perdiendo ambas piernas. Después de la guerra, viajó a Brasil en 1947, como  Agregado Cultural designado por la Reina Guillermina. En Río de Janeiro expuso sus obras sobre paisaje holandés (con molinos y canales) en el noveno piso de la Associação Brasileira de Imprensa (ABI).
En 1948 se instala en la ciudad de Petrópolis, donde comienza a producir sus obras con regularidad hasta su muerte. Estableció vínculos afectivos con la ciudad y declaró que Petrópolis es como un nido, al que siempre regresa. También en 1948, Carlos Torres Pastorino publicó una biografía sobre Win van Dijk, titulada L'Homme, Le Peintre, L'Oeuvre (Hombre, pintor, obra).
En 1951 ganó notoriedad y reconocimiento en Brasil; puesto que obras suyas obtuvieron la medalla de oro en el Salão dos Artistas Nacionais y, en 1952, la medalla de plata en el Salão dos Artistas Brasileiros.  Expuso sus obras en Estados Unidos, Alemania, Holanda, Francia, Dinamarca, Argentina y Japón.
Durante las celebraciones del centenario de la creación de la ciudad de Petrópolis, en 1958, el gobierno local de la ciudad encargó al artista un álbum de dibujos que retrataba los paisajes de la ciudad, que se convirtió en un hito en la iconografía de la misma. en 1959 realizó una exposición de pintura sobre los paisajes de Petrópolis en el Museu Nacional de Belas Artes, en Río de Janeiro. En 1960 publicó el libro de poemas Invitación a la exposición.
En 1966, el lienzo Jangadeiros em Ação fue adquirido por la "Colección Harwick" (Estados Unidos) para su colección. El Museo Nacional del Hermitage, en San Petersburgo (Rusia) también adquiere obra de Win van Dijk para su colección. [  ]

En 1968, el entonces gobernador del estado de Río de Janeiro, Geremias Fontes, ofreció obras de Win van Dijk: al presidente brasileño Costa e Silva el cuadro Rio Piabanha - Petrópolis y el lienzo Petrópolis em Flor a la reina Isabel II, quien estaba de visita oficial a Brasil.
En 1971 se incorporó a la Academia de Letras Petropolitana. Recibió el título de ' Ciudadano de Honor de la ciudad de Petrópolis. [ ]